# Leptophlebia konza
Leptophlebia konza is een haft uit de familie Leptophlebiidae. De wetenschappelijke naam van de soort is voor het eerst geldig gepubliceerd in 2001 door Burian.
De soort komt voor in het Nearctisch gebied.